# Kap Guardafui

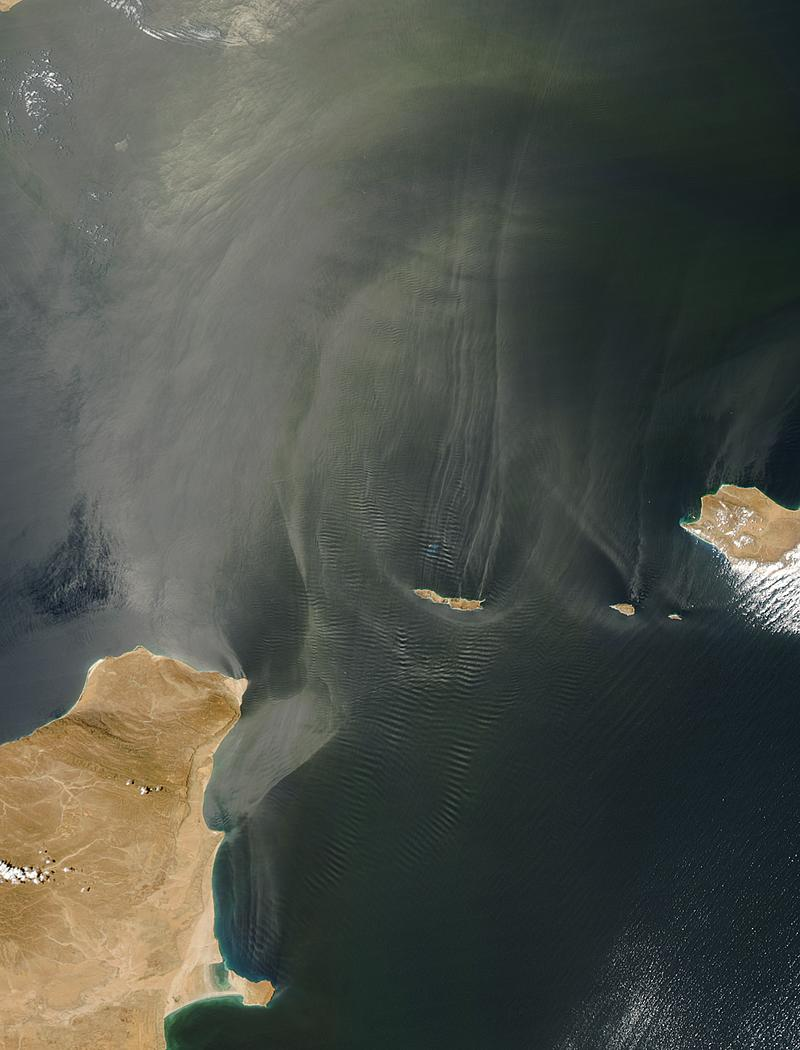
Satellitenaufnahme von Kap Guardafui sowie Hafun und Sokotra

Das Kap Guardafui (aus einer romanischen Sprache aus den Elementen guarda für "sich hüten" und fui "fliehen"), Somali: Gees Gwardafuy oder Raas Caseyr, arabisch: راس عسير Ra's Asir, in der Antike als Promontorium Aromata bekannt, ist die Spitze des Horns von Afrika. Es liegt südlich vom Eingang in den Golf von Aden bei 11°50' nördlicher Breite und 51°17' östlicher Länge. Nach dem 150 km südlich und 14 km weiter östlich gelegenen Ras Hafun ist es das zweitöstlichste Kap des afrikanischen Festlands. 
Der hohe Kapfelsen an der Nordostspitze der Somali-Halbinsel in Ostafrika liegt zwischen Bereeda (61,2 km) und der zum Jemen gehörenden Inselgruppe Sokotra (ca. 100 km). Politisch gehört das Kap Guardafui zur Region Bari in Somalia, die Teil des international nicht anerkannten Puntland ist. Berüchtigt war das Kap, hinter dem sich der 275 m hohe Gardaf (oder Dschardaf) erhebt, wegen zahlreicher Schiffbrüche, denn es war für die Schifffahrt wegen seiner Klippen sehr gefährlich.